# Junioreuropamästerskapet i volleyboll för damer 2018
Junioreuropamästerskapet i volleyboll för damer 2018 genomfördes mellan 1 och 9 september 2018 i Albanien.

## Deltagare
- Värd
  -  Albanien U19
- Kvalificerade genom kvalspel
  -  Belarus U19
  -  Bulgarien U19
  -  Frankrike U19
  -  Tyskland U19
  -  Italien U19
  -  Nederländerna U19
  -  Polen U19
  -  Ryssland U19
  -  Serbien U19
  -  Slovakien U19
  -  Turkiet U19

## Gruppspel
Alla tider är Central European Summer Time (UTC+02:00).
|  | Kvalificerade för finalspel      |
|  | Kvalificerade för placeringsspel |

### Grupp I
- Arena: Dhimitrag Goga Sporthall, Durrës

| # | Lag               | Matcher | Matcher | Poäng | Set | Set | Set   | Bollpoäng | Bollpoäng | Bollpoäng |
| # | Lag               | V       | F       | Poäng | V   | F   | Kvot  | V         | F         | Kvot      |
| - | ----------------- | ------- | ------- | ----- | --- | --- | ----- | --------- | --------- | --------- |
| 1 | Italien U19       | 5       | 0       | 15    | 15  | 2   | 7,500 | 420       | 327       | 1,284     |
| 2 | Polen U19         | 4       | 1       | 12    | 12  | 3   | 4,000 | 360       | 271       | 1,328     |
| 3 | Belarus U19       | 3       | 2       | 9     | 10  | 7   | 1,429 | 385       | 357       | 1,078     |
| 4 | Nederländerna U19 | 2       | 3       | 6     | 6   | 10  | 0,600 | 343       | 353       | 0,972     |
| 5 | Bulgarien U19     | 1       | 4       | 3     | 6   | 12  | 0,500 | 376       | 421       | 0,893     |
| 6 | Albanien U19      | 0       | 5       | 0     | 0   | 15  | 0,000 | 220       | 375       | 0,587     |

| Datum | Tid   |                   | Resultat |                   | Set 1 | Set 2 | Set 3 | Set 4 | Set 5 | Totalt | Rapport |
| ----- | ----- | ----------------- | -------- | ----------------- | ----- | ----- | ----- | ----- | ----- | ------ | ------- |
| 1 Sep | 15:00 | Albanien U19      | 0–3      | Nederländerna U19 | 11–25 | 13–25 | 15–25 |       |       | 39–75  | Rapport |
| 1 Sep | 17:30 | Polen U19         | 3–0      | Bulgarien U19     | 25–23 | 25–18 | 25–22 |       |       | 75–63  | Rapport |
| 1 Sep | 20:00 | Belarus U19       | 1–3      | Italien U19       | 17–25 | 20–25 | 25–20 | 18–25 |       | 80–95  | Rapport |
| 2 Sep | 15:00 | Nederländerna U19 | 3–1      | Bulgarien U19     | 25–16 | 25–22 | 22–25 | 25–23 |       | 97–86  | Rapport |
| 2 Sep | 17:30 | Albanien U19      | 0–3      | Belarus U19       | 15–25 | 21–25 | 13–25 |       |       | 49–75  | Rapport |
| 2 Sep | 20:00 | Italien U19       | 3–0      | Polen U19         | 25–21 | 29–27 | 25–12 |       |       | 79–60  | Rapport |
| 3 Sep | 15:00 | Belarus U19       | 3–0      | Nederländerna U19 | 25–16 | 25–22 | 26–24 |       |       | 76–62  | Rapport |
| 3 Sep | 17:30 | Polen U19         | 3–0      | Albanien U19      | 25–13 | 25–6  | 25–9  |       |       | 75–28  | Rapport |
| 3 Sep | 20:00 | Bulgarien U19     | 1–3      | Italien U19       | 11–25 | 25–19 | 20–25 | 20–25 |       | 76–94  | Rapport |
| 5 Sep | 15:00 | Belarus U19       | 0–3      | Polen U19         | 23–25 | 15–25 | 19–25 |       |       | 57–75  | Rapport |
| 5 Sep | 17:30 | Albanien U19      | 0–3      | Bulgarien U19     | 19–25 | 18–25 | 21–25 |       |       | 58–75  | Rapport |
| 5 Sep | 20:00 | Nederländerna U19 | 0–3      | Italien U19       | 21–25 | 19–25 | 25–27 |       |       | 65–77  | Rapport |
| 6 Sep | 15:00 | Bulgarien U19     | 1–3      | Belarus U19       | 20–25 | 16–25 | 25–22 | 15–25 |       | 76–97  | Rapport |
| 6 Sep | 17:30 | Italien U19       | 3–0      | Albanien U19      | 25–13 | 25–14 | 25–19 |       |       | 75–46  | Rapport |
| 6 Sep | 20:00 | Polen U19         | 3–0      | Nederländerna U19 | 25–14 | 25–12 | 25–18 |       |       | 75–44  | Rapport |

### Grupp II
- Arena: Olympic Park, Tirana

| # | Lag           | Matcher | Matcher | Poäng | Set | Set | Set   | Bollpoäng | Bollpoäng | Bollpoäng |
| # | Lag           | V       | F       | Poäng | V   | F   | Kvot  | V         | F         | Kvot      |
| - | ------------- | ------- | ------- | ----- | --- | --- | ----- | --------- | --------- | --------- |
| 1 | Ryssland U19  | 5       | 0       | 15    | 15  | 2   | 7,500 | 415       | 312       | 1,330     |
| 2 | Turkiet U19   | 3       | 2       | 10    | 12  | 7   | 1,714 | 433       | 394       | 1,099     |
| 3 | Serbien U19   | 3       | 2       | 9     | 10  | 7   | 1,429 | 387       | 367       | 1,054     |
| 4 | Tyskland U19  | 3       | 2       | 7     | 10  | 10  | 1,000 | 421       | 407       | 1,034     |
| 5 | Slovakien U19 | 1       | 4       | 3     | 3   | 13  | 0,231 | 289       | 377       | 0,767     |
| 6 | Frankrike U19 | 0       | 5       | 1     | 4   | 15  | 0,267 | 351       | 439       | 0,800     |

| Datum | Tid   |               | Resultat |               | Set 1 | Set 2 | Set 3 | Set 4 | Set 5 | Totalt  | Rapport |
| ----- | ----- | ------------- | -------- | ------------- | ----- | ----- | ----- | ----- | ----- | ------- | ------- |
| 1 Sep | 15:00 | Turkiet U19   | 2–3      | Tyskland U19  | 22–25 | 21–25 | 25–22 | 25–23 | 10–15 | 103–110 | Rapport |
| 1 Sep | 17:30 | Ryssland U19  | 3–0      | Serbien U19   | 26–24 | 25–21 | 25–17 |       |       | 76–62   | Rapport |
| 1 Sep | 20:00 | Slovakien U19 | 3–1      | Frankrike U19 | 25–12 | 25–14 | 12–25 | 25–21 |       | 87–72   | Rapport |
| 2 Sep | 15:00 | Tyskland U19  | 1–3      | Serbien U19   | 16–25 | 25–14 | 19–25 | 23–25 |       | 83–89   | Rapport |
| 2 Sep | 17:30 | Turkiet U19   | 3–0      | Slovakien U19 | 25–11 | 25–17 | 28–26 |       |       | 78–54   | Rapport |
| 2 Sep | 20:00 | Frankrike U19 | 1–3      | Ryssland U19  | 25–23 | 20–25 | 21–25 | 12–25 |       | 78–98   | Rapport |
| 3 Sep | 15:00 | Slovakien U19 | 0–3      | Tyskland U19  | 14–25 | 17–25 | 14–25 |       |       | 45–75   | Rapport |
| 3 Sep | 17:30 | Ryssland U19  | 3–1      | Turkiet U19   | 25–23 | 25–12 | 16–25 | 25–20 |       | 91–80   | Rapport |
| 3 Sep | 20:00 | Serbien U19   | 3–0      | Frankrike U19 | 25–20 | 25–11 | 25–20 |       |       | 75–51   | Rapport |
| 5 Sep | 15:00 | Slovakien U19 | 0–3      | Ryssland U19  | 19–25 | 12–25 | 12–25 |       |       | 43–75   | Rapport |
| 5 Sep | 17:30 | Turkiet U19   | 3–1      | Serbien U19   | 22–25 | 25–17 | 25–21 | 25–21 |       | 97–84   | Rapport |
| 5 Sep | 20:00 | Tyskland U19  | 3–2      | Frankrike U19 | 25–19 | 20–25 | 25–14 | 19–25 | 15–12 | 104–95  | Rapport |
| 6 Sep | 15:00 | Serbien U19   | 3–0      | Slovakien U19 | 25–16 | 25–19 | 27–25 |       |       | 77–60   | Rapport |
| 6 Sep | 17:30 | Frankrike U19 | 0–3      | Turkiet U19   | 20–25 | 18–25 | 17–25 |       |       | 55–75   | Rapport |
| 6 Sep | 20:00 | Ryssland U19  | 3–0      | Tyskland U19  | 25–16 | 25–19 | 25–14 |       |       | 75–49   | Rapport |

## Placeringsspel
Alla tider är Central European Summer Time (UTC+02:00).
- Arena: Dhimitrag Goga Sporthall, Durrës

|  | Spel om plats 5-8 | Spel om plats 5-8 |   |             | Spel om 5:e plats | Spel om 5:e plats |  |
|  |                   |                   |   |             |                   |                   |  |
|  | 8 September       |                   |   |             |                   |                   |  |
|  | Belarus U19       | 1                 |   |             |                   |                   |  |
|  | Tyskland U19      | 3                 |   |             |                   |                   |  |
|  |                   |                   |   |             |                   |                   |  |
|  |                   |                   |   |             | 9 September       |                   |  |
|  |                   |                   |   |             | Tyskland U19      | 1                 |  |
|  |                   | Serbien U19       | 3 |             |                   |                   |  |
|  |                   |                   |   |             |                   |                   |  |
|  |                   |                   |   |             |                   |                   |  |
|  |                   |                   |   |             | Spel om 7:e plats |                   |  |
|  | 8 September       | 8 September       |   | 9 September | 9 September       |                   |  |
|  | Nederländerna U19 | 1                 |   | Belarus U19 | 2                 |                   |  |
|  | Serbien U19       | 3                 |   |             | Nederländerna U19 | 3                 |  |

### Spel om plats 5-8
| Datum | Tid   |                   | Resultat |              | Set 1 | Set 2 | Set 3 | Set 4 | Set 5 | Totalt | Rapport |
| ----- | ----- | ----------------- | -------- | ------------ | ----- | ----- | ----- | ----- | ----- | ------ | ------- |
| 8 Sep | 16:00 | Belarus U19       | 1–3      | Tyskland U19 | 18–25 | 19–25 | 25–16 | 20–25 |       | 82–91  | Rapport |
| 8 Sep | 18:30 | Nederländerna U19 | 1–3      | Serbien U19  | 19–25 | 18–25 | 26–24 | 14–25 |       | 77–99  | Rapport |

### Spel om 7:e plats
| Datum | Tid   |             | Resultat |                   | Set 1 | Set 2 | Set 3 | Set 4 | Set 5 | Totalt | Rapport |
| ----- | ----- | ----------- | -------- | ----------------- | ----- | ----- | ----- | ----- | ----- | ------ | ------- |
| 9 Sep | 15:00 | Belarus U19 | 2–3      | Nederländerna U19 | 17–25 | 25–18 | 25–20 | 16–25 | 8–15  | 91–103 | Rapport |

### Spel om 5:e plats
| Datum | Tid   |              | Resultat |             | Set 1 | Set 2 | Set 3 | Set 4 | Set 5 | Totalt | Rapport |
| ----- | ----- | ------------ | -------- | ----------- | ----- | ----- | ----- | ----- | ----- | ------ | ------- |
| 9 Sep | 17:30 | Tyskland U19 | 1–3      | Serbien U19 | 23–25 | 25–18 | 22–25 | 16–25 |       | 86–93  | Rapport |

## Finalspel
Alla tider är Central European Summer Time (UTC+02:00).
- Arena: Olympic Park, Tirana

|  | Semifinaler  | Semifinaler  |   |             | Final               | Final |  |
|  |              |              |   |             |                     |       |  |
|  | 8 September  |              |   |             |                     |       |  |
|  | Italien U19  | 3            |   |             |                     |       |  |
|  | Turkiet U19  | 1            |   |             |                     |       |  |
|  |              |              |   |             |                     |       |  |
|  |              |              |   |             | 9 September         |       |  |
|  |              |              |   |             | Italien U19         | 3     |  |
|  |              | Ryssland U19 | 2 |             |                     |       |  |
|  |              |              |   |             |                     |       |  |
|  |              |              |   |             |                     |       |  |
|  |              |              |   |             | Match om tredjepris |       |  |
|  | 8 September  | 8 September  |   | 9 September | 9 September         |       |  |
|  | Ryssland U19 | 3            |   | Turkiet U19 | 2                   |       |  |
|  | Polen U19    | 2            |   |             | Polen U19           | 3     |  |

### Semifinaler
| Datum | Tid   |              | Resultat |             | Set 1 | Set 2 | Set 3 | Set 4 | Set 5 | Totalt  | Rapport |
| ----- | ----- | ------------ | -------- | ----------- | ----- | ----- | ----- | ----- | ----- | ------- | ------- |
| 8 Sep | 16:00 | Italien U19  | 3–1      | Turkiet U19 | 25–15 | 10–25 | 25–22 | 25–22 |       | 85–84   | Rapport |
| 8 Sep | 18:30 | Ryssland U19 | 3–2      | Polen U19   | 19–25 | 25–19 | 25–22 | 19–25 | 17–15 | 105–106 | Rapport |

### Match om tredjepris
| Datum | Tid   |             | Resultat |           | Set 1 | Set 2 | Set 3 | Set 4 | Set 5 | Totalt | Rapport |
| ----- | ----- | ----------- | -------- | --------- | ----- | ----- | ----- | ----- | ----- | ------ | ------- |
| 9 Sep | 16:30 | Turkiet U19 | 2–3      | Polen U19 | 21–25 | 25–17 | 25–15 | 20–25 | 12–15 | 103–97 | Rapport |

### Final
| Datum | Tid   |             | Resultat |              | Set 1 | Set 2 | Set 3 | Set 4 | Set 5 | Totalt  | Rapport |
| ----- | ----- | ----------- | -------- | ------------ | ----- | ----- | ----- | ----- | ----- | ------- | ------- |
| 9 Sep | 19:00 | Italien U19 | 3–2      | Ryssland U19 | 24–26 | 18–25 | 26–24 | 25–22 | 15–9  | 108–106 | Rapport |

## Slutgiltig placering
| Plats | Lag               |
| ----- | ----------------- |
| 1     | Italien U19       |
| 2     | Ryssland U19      |
| 3     | Polen U19         |
| 4     | Turkiet U19       |
| 5     | Serbien U19       |
| 6     | Tyskland U19      |
| 7     | Nederländerna U19 |
| 8     | Belarus U19       |
| 9     | Bulgarien U19     |
| 10    | Slovakien U19     |
| 11    | Frankrike U19     |
| 12    | Albanien U19      |

|  | Kvalificerade för juniorvärldsmästerskapet i volleyboll för damer 2019 |

## Individuella priser
| - Mest värdefulla spelare Valeria Battista - Bästa passare Polina Matveeva - Bästa ytterspikers Oliwia Bałuk Derya Cebecioğlu | - Bästa mittblockare Viktoriia Pushina Sarah Luisa Fahr - Bäst motstående spiker Magdalena Stysiak - Bästa libero Sara Panetoni |

Källa: CEV